# Barberino di Mugello
Barberino di Mugello település Olaszországban, Toszkána régióban, Firenze megyében. Lakosainak száma 10 920 fő (2023. január 1.). Barberino di Mugello Cantagallo, Firenzuola, San Piero a Sieve, Vaiano, Calenzano, Castiglione dei Pepoli, Scarperia, Vernio és Scarperia e San Piero községekkel határos.

## Népesség
A település népességének változása:
| Lakosok száma | 10 840 | 10 924 | 10 920 |
|               | 2013   | 2018   | 2023   |